# Ivan Saïenko
Ivan Ivanovitch Saïenko (russe : Иван Иванович Саенко et en anglais : Ivan Saenko) est un footballeur international russe né le 17 octobre 1983 à Maslovka.

## Carrière
- 2001 - 2002 : Karlsruher SC  Allemagne
- 2002 :  FK Fakel Voronej  Russie
- 2002 - 2005 : Karlsruher SC  Allemagne
- 2005 - 2008 : FC Nuremberg  Allemagne
- 2008 - 2010 : Spartak Moscou  Russie

## Palmarès
- Vainqueur de la Coupe d'Allemagne avec le FC Nuremberg en 2007.